# Sahib Aliyev (homme politique)
Sahib Aliyev (né le 24 août 1964 à Nerkin Shorzha) est un homme politique azerbaïdjanais, membre des IVe, Ve et VIe législatures de l'Assemblée nationale d'Azerbaïdjan.

## Biographie
Sahib Aliyev est né le 24 août 1964. Il est diplômé de la faculté de journalisme de l'Université d'État de Moscou. Il parle russe et allemand.

### Carrière
Il est vice-président de la commission des unions publiques et des institutions religieuses de l'Assemblée nationale, membre de la commission des relations internationales et interparlementaires. Aliyev est chef du groupe de travail sur les relations interparlementaires entre l'Azerbaïdjan et le Pérou et membre des groupes de travail sur les relations avec les parlements de la république fédérale d'Allemagne, d'Autriche, de Biélorussie, du Canada, du Kazakhstan, de Malte, des Pays-Bas, d'Ouzbékistan et d'Ukraine.